# Camoscellahorn
Le Camoscellahorn ou  Pizzo Pioltone est un sommet des Alpes pennines, à la frontière entre l'Italie et la Suisse. Il culmine à 2 611 ou 2 612 mètres d'altitude.

## Géographie
Ce sommet se situe au-dessus du village de Gondo, à l'extrême est du canton du Valais.